# William How

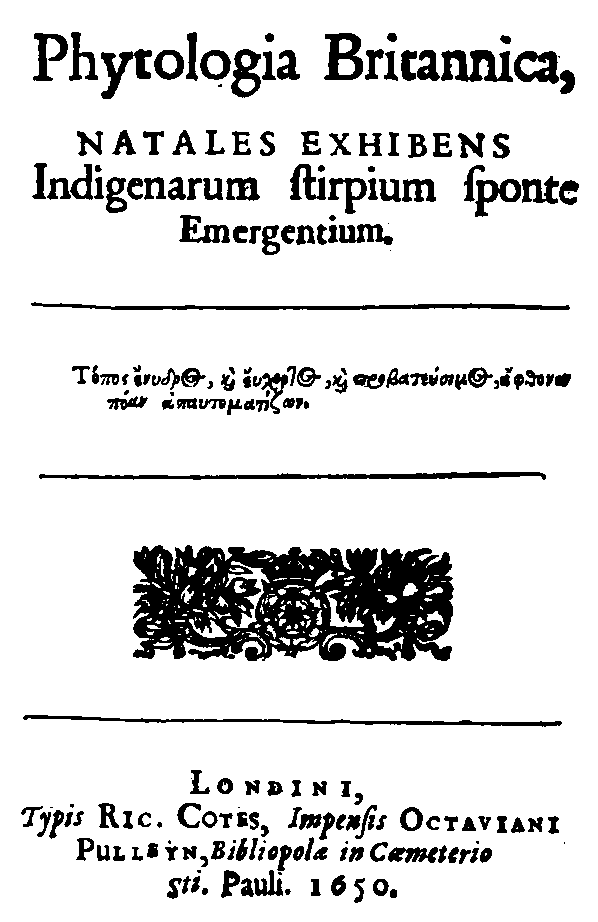
Titelseite von Phytologia Britannica (1650)

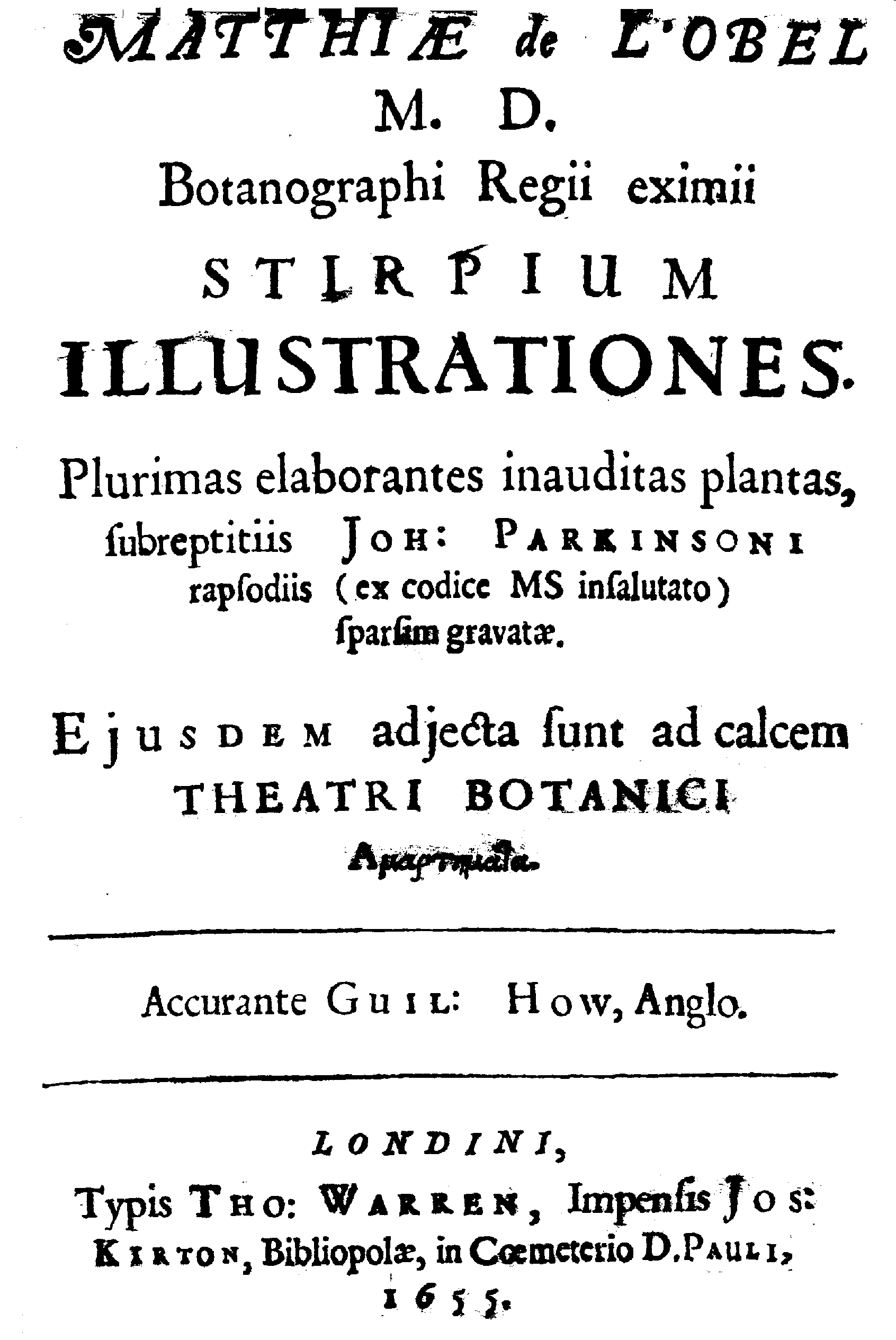
Titelseite von Stirpium illustrationes (1655)

William How (auch Howe, * 1620 in London; † 31. August 1656 ebenda) war ein englischer Arzt und Botaniker. Sein 1650 anonym erschienenes Werk Phytologia Britannica gilt als die erste Flora Großbritanniens.

## Leben und Wirken
How ist ein Sohn seines gleichnamigen Vaters William How. Er begann seine schulische Ausbildung am 11. Dezember 1632 an der Merchant Taylors’ School in London. Am 27. Oktober 1637 schrieb er sich am St John’s College in Oxford ein um Medizin zu studieren. Am 13. Mai 1641 machte er dort seinen Abschluss als Bachelor of Arts (B.A.) und am 21. März 1644 als Master of Arts (M.A.). Im Englischen Bürgerkrieg trat er den royalistischen Truppen bei und war Captain eines Reitertrupps. Nach Kriegsende betrieb How in London eine Arztpraxis.
How war mit Elizabeth, einer Tochter (oder Enkeltochter) von Matthias de l’Obel, verheiratet.
1650 erschien anonym seine Schrift Phytologia Britannica. Im Duodecimoformat (12°) wurden auf 132 Seiten 1220 Pflanzen alphabetisch aufgeführt, die auf der Insel Großbritannien wachsen. Die Schrift gilt als das erste Pflanzenverzeichnis für die britische Insel. Die Identität des Autors wurde erst 1666 in Christopher Merrets Pinax offengelegt. Bei der Zusammenstellung wurde er von verschiedenen Freunden unterstützt, darunter Walter Stonehouse, Richard Heaton (1601–1666), George Bowles (1604–1672) und John Goodyer. Außerdem benutzte er ein unveröffentlichtes Manuskript von Thomas Johnson.
1655 gab How Stirpium illustrationes heraus, ein unvollendet gebliebenes Manuskript von l’Obel. In seinen Anmerkungen griff How John Parkinson an, der für seine Schrift Theatrum Botanicum von 1640 dieses Manuskript ebenfalls genutzt hatte, ohne auf den Urheber hinzuweisen.

## Schriften
- Phytologia Britannica, natales exhibens Indigenarum Stirpium sponte emergentium. London 1650 (Digitalisat) – anonym.
- Matthiae de L’Obel M.D. Botanographic Regii eximii Stirpium illustrationes: plurimas elaborantes inauditas plantas, subreptitiis Joh: Parkinsoni rapsodiis (ex codice MS insalutato) sparsim gravatae. Ejusdem adjecta sunt ad calcem Theatri botanici Auaptnuala. Tho. Warren, London 1655 (Digitalisat).